# Carbonara Scrivia
Carbonara Scrivia (piemontesisch Carbunera) ist eine italienische Gemeinde (comune) in der Provinz Alessandria, Region Piemont.

## Lage und Einwohner
Die Gemeinde liegt in Luftlinie etwa 22 km südöstlich von der Provinzhauptstadt Alessandria auf der orographisch rechten Seite des Scrivia. Das Gemeindegebiet umfasst eine Fläche von 5 km² und hat 1120 (Stand 31. Dezember 2023) Einwohner.
Die Nachbargemeinden sind Spineto Scrivia, Tortona und Villaromagnano.

## Persönlichkeiten
- Mario De Benedetti (1915–1977), Radrennfahrer

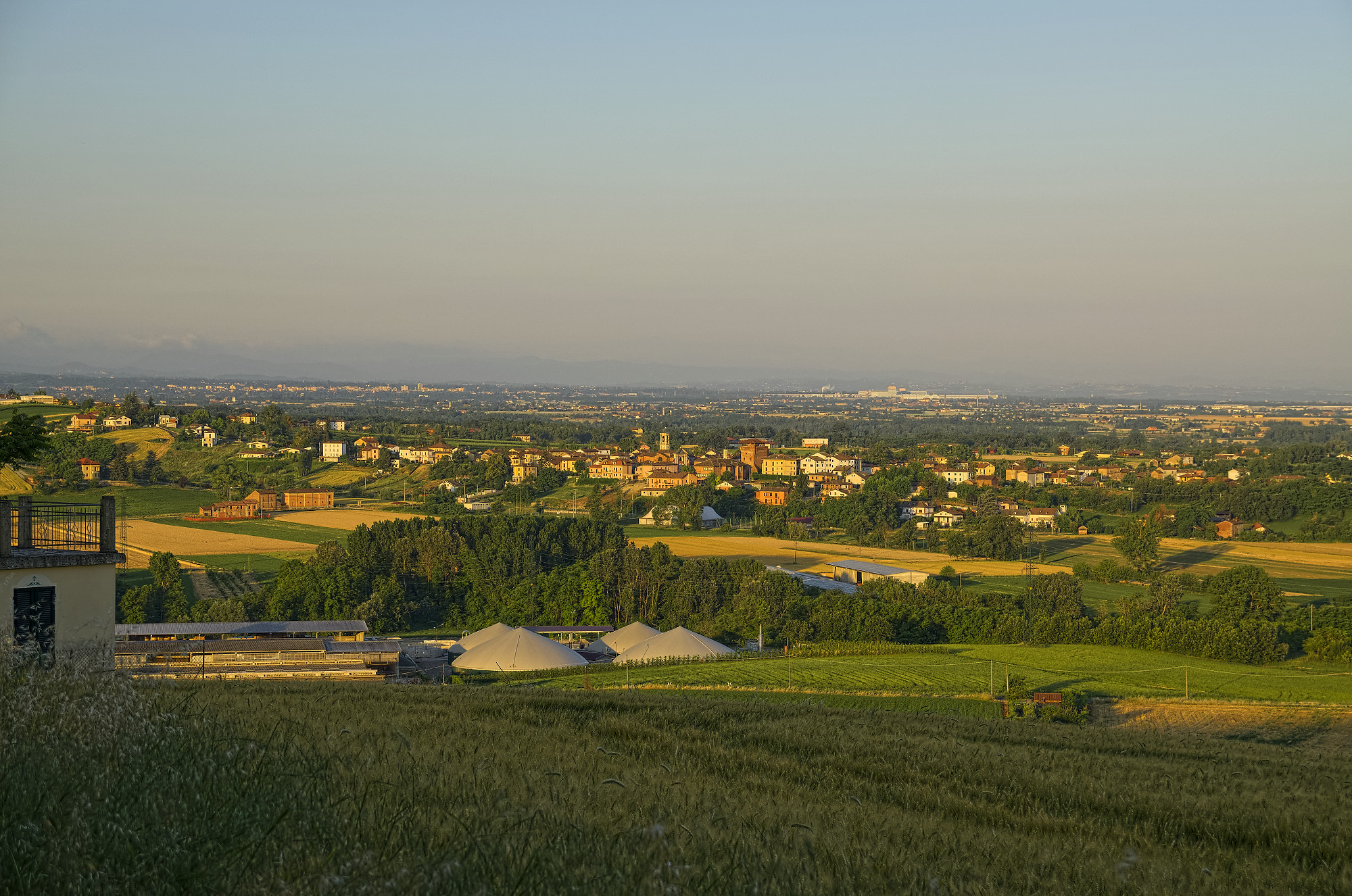
Carbonara Scrivia
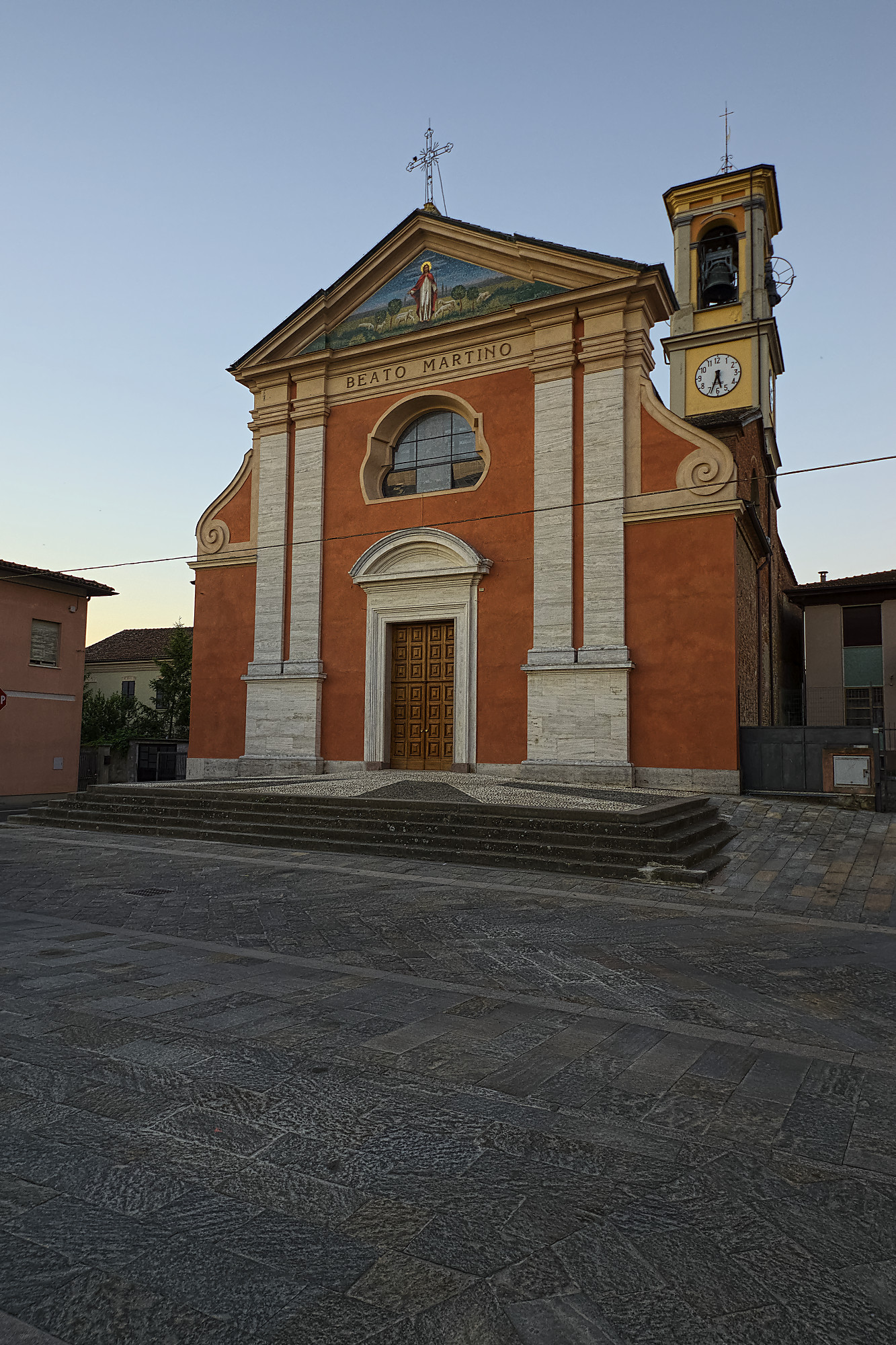
Pfarrkirche San Martino
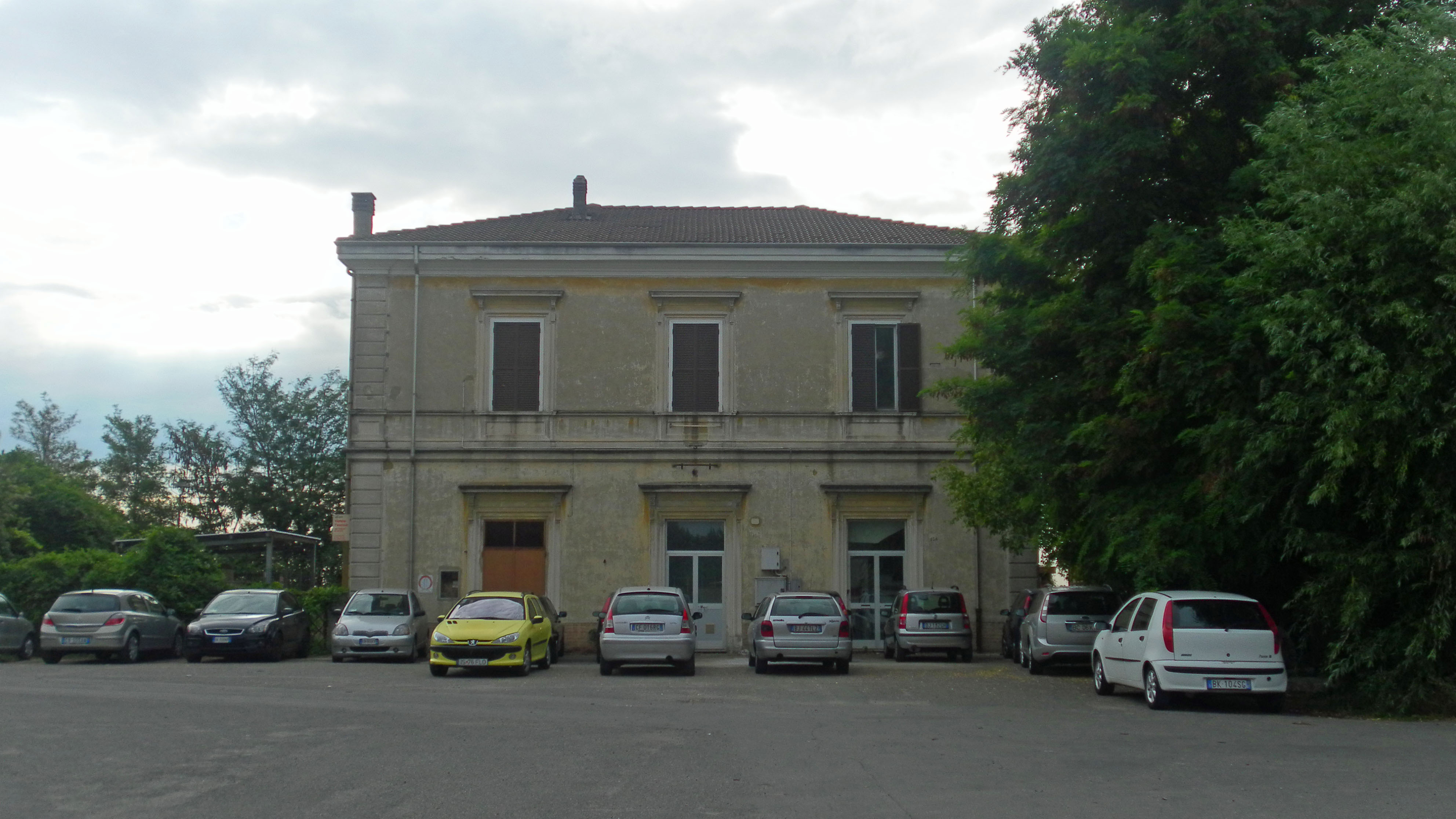
Ehemaliger Bahnhof